# Élder Figueroa
Élder José Figueroa Sarmiento (Riohacha, 14 de octubre de 1980) es un futbolista colombiano, naturalizado salvadoreño. Juega de mediocampista.

## Trayectoria
Inició su trayectoria profesional con los equipos colombianos Real Cartagena y Expreso Rojo. Para el año 2001 arribó a El Salvador, y jugó para el Juventud 72 de la Segunda División. Para el 2006 se incorporó al Vista Hermosa, equipo que debutaba en la Primera División, y participó en la hazaña del conjunto morazánico en lograr el título de campeón en su primer torneo en la máxima categoría, cuando derrotó en la final del Apertura 2006 al Isidro Metapán (2:0).
El año 2008 se trasladó al Atlético Balboa, y tras militar en el Alianza y Aspirante de la Segunda División, firmó para el Once Municipal de Ahuachapán en el Apertura 2010. Con el equipo canario logró un subcampeonato en el torneo Apertura 2011. En julio de 2012, pasó a formar parte del Club Deportivo FAS. En el mes de julio de 2015, pasó a formar parte del Club Deportivo Chalatenango.

### Selección nacional de El Salvador
Figueroa tiene la nacionalidad salvadoreña por naturalización, y fue convocado por el técnico Rubén Israel para formar parte de la selección cuscatleca. Debutó en un partido amistoso contra Estonia el 29 de febrero de 2012. Participó en dos juegos de la Clasificación de Concacaf para la Copa Mundial de Fútbol de 2014.Y Tiene tres hijos el mayor se llama Geiver jose el segundo se llama Elder y el último se llama
Leiner Matias

## Clubes
| Club                 | País        | Año       |
| -------------------- | ----------- | --------- |
| Real Cartagena       | Colombia    | 2000      |
| Expreso Rojo         | Colombia    | 2001      |
| Juventud 72          | El Salvador | 2001-2002 |
| Inca Súper Flat      | El Salvador | 2002-2004 |
| Fuerte San Francisco | El Salvador | 2004-2006 |
| Vista Hermosa        | El Salvador | 2006-2008 |
| Atlético Balboa      | El Salvador | 2008-2009 |
| Alianza Fútbol Club  | El Salvador | 2009      |
| Deportivo Aspirante  | El Salvador | 2010      |
| Once Municipal       | El Salvador | 2010-2012 |
| FAS                  | El Salvador | 2012-2015 |
| Chalatenango         | El Salvador | 2015-2016 |
| Once Municipal       | El Salvador | 2016-2017 |

## Palmarés

### Trofeos nacionales
| Título          | Club          | País        | Año  |
| --------------- | ------------- | ----------- | ---- |
| Torneo Apertura | Vista Hermosa | El Salvador | 2006 |